# Octahedron
Octahedron è il quinto album in studio del gruppo di rock progressivo statunitense The Mars Volta, pubblicato il 23 giugno 2009. L'album è stato pubblicato dall'etichetta Warner Bros. Records per il mercato nordamericano e dalla Mercury Records nel resto del mondo e vede la luce a più di un anno e mezzo di distanza dal precedente The Bedlam in Goliath.

## Tracce
1. Since We've Been Wrong – 7:21
2. Teflon – 5:04
3. Halo of Nembutals – 5:31
4. With Twilight as My Guide – 7:52
5. Cotopaxi – 3:38
6. Desperate Graves – 4:57
7. Copernicus – 7:23
8. Luciforms – 8:22

## Formazione
- Cedric Bixler Zavala - voce
- Omar Rodríguez-López - chitarra, produzione
- Isaiah "Ikey" Owens – tastiere
- Juan Alderete – basso
- Thomas Pridgen – batteria
- Marcel Rodríguez-López – sintetizzatori, percussioni
- John Frusciante – chitarra aggiuntiva
- Mark Aanderud – pianoforte aggiuntivo